# マルテ・マプ
マルテ＝マイルズ・マプ（Marte-Myles Mapu, 1999年11月8日 - ）は、アメリカ合衆国カリフォルニア州ホーソーン出身のアメリカンフットボール選手。NFLのニューイングランド・ペイトリオッツに所属している。ポジションはラインバッカー。

## 経歴

### カレッジ
カリフォルニア州立大学サクラメント校に入学後、1年目シーズンはレッドシャツ生として過ごした。レッドシャツ3年目シーズンがコロナウイルス感染症拡大の影響により中止となり、4年目シーズンからが実質的なスタートとなった。このシーズンの活躍でオールビッグ・スカイ・カンファレンスのセカンドチームに選出された。本来であれば、この年で卒業となるが、感染症拡大の影響で選手たちにはもう1年プレーする猶予が与えられ、レッドシャツ5年目シーズンもプレーすることとなった。そして、このシーズンにビッグ・スカイ・カンファレンス年間最優秀守備選手賞に選ばれた。

### ニューイングランド・ペイトリオッツ
ドラフト3巡目全体76位でニューイングランド・ペイトリオッツから指名された。